# Johanna Haarer
Johanna Haarer, född 3 oktober 1900 i Děčín, död 30 april 1988 i München, var en tysk läkare och författare. 
Under nazisttiden var hennes brett cirkulerade graviditets- och föräldraguider nära baserade på nazismens ideologi. Haarer var under en tid ansvarig för raspolitiska frågor för den nazistiska kvinnoföreningen NS-Frauenschaft i München. Efter 1945 återutgavs hennes böcker i det som senare blev Förbundsrepubliken Tyskland i en form renad från nationalsocialistisk terminologi.

## Biografi
Johanna Haarer var den yngsta av två barn till mästerbokbindaren och pappershandlaren Alois Barsch och Anna Fremrová. Hon var sudettysk från Tjeckoslovakien men blev senare tysk medborgare. 
Haarer fick sin licens att utöva medicin 1926, och doktorerade samma år. Hon var 1924-1929 gift med läkaren Hellmut Weese. Efter sin skilsmässa 1929 praktiserade hon som underläkare för lungsjukdomar vid Harlachings kommunala sanatorium i München. 1932 gifte hon sig med sin kollega, överläkaren Otto Haarer. När paret fick tvillingar 1933, gav Haarer upp sin praktik som läkare och började skriva spalter om spädbarnsvård för att komplettera familjens budget. Paret fick fem barn. 
Även om Haarer inte hade någon utbildning i pediatrik eller pedagogik, mottogs hennes spalter om spädbarnsvård, publicerade i tidningar från 1933 och framåt, entusiastiskt, eftersom det inte fanns några andra allmänna guider i ämnet. 1934 publicerades Haarers första guide till spädbarnsvård: Den tyska modern och hennes första barn. Haarers utbildningsguider var nära baserade på nazistisk ideologi och fungerade som en manual för politisk indoktrinering av barn och för unga flickor in i den nazistiska kvinnorollen. De var en grund för utbildningen av unga kvinnor i Reichsbräuteschule. 
Hennes böcker för barn är antisemitisk propaganda riktad till barn. Hon framställer konsekvent fienderna som onda och dåliga, understrukna av karikatyrer, medan hon skildrar de ("ariska") tyskarna utan några som helst fel, med syftet att göra barnen till goda medlemmar i Hitlerjugend eller BDM. Enligt Haarer var målet med utbildningen att förbereda små barn för underkastelse till det nazistiska samfundet eller konformitet i betydelsen av deras ideologi. Medan stor vikt lades vid omsorgsfull vård av fysisk hälsa, fick föräldrar också rådet att ignorera sina barns emotionella behov, då barnen skulle uppfostras till att bli hårda och "starka", utan behov av sentimentalitet, med hjälp av disciplin och bestraffning. Utöver sitt politiska innehåll beskrev böckerna råd som annars var accepterade, eller som kom att bli moderna vid denna tid: så som att gravida bör undvika alkohol och rökning, och vikten av hygien vid vård av gravida och barn. 
Johanna Haarer blev medlem i nazistpartiet 1937 och beskrivs som en övertygad nazist till sin död. Hennes dotter Anna Hutzel uppgav år 2000 att hennes mor använde sig av fysiskt våld för att lösa problem inom familjen, och beskrev henne som känslokall.